# Xanthophytum papuanum
Xanthophytum papuanum är en måreväxtart som beskrevs av Herbert Fuller Wernham. Xanthophytum papuanum ingår i släktet Xanthophytum och familjen måreväxter. Inga underarter finns listade i Catalogue of Life.